# 小松奈生子
小松 奈生子（こまつ なおこ、4月3日 - ）は、日本の女性声優。アイムエンタープライズ所属。

## 経歴
宮城県出身。実家は三重県にあり、三重高等学校出身。
声優になる前は、広告代理店でWEBマーケティングの仕事をしていたという。
日本ナレーション演技研究所出身。

## 人物
趣味は理化学用品収集で、未生流華道師範の有資格者。
同じ声優では、宝生のり子、竹内恵美子、同じ事務所の浜崎奈々などと親交がある。
2022年3月15日、痩せの大食いであることから『ザ!世界仰天ニュース』（日本テレビ）に取り上げられた。
大食いについては当初趣味としては隠していたが、当時事務所の先輩であった日笠陽子のアドバイスにより以降表に出すようになった。

## 出演
太字はメインキャラクター。

### テレビアニメ
2014年
- 最近、妹のようすがちょっとおかしいんだが。（仲居）
- M3〜ソノ黒キ鋼〜（おばさん）
- オオカミ少女と黒王子（女生徒、ケンタの飼い主）
- グリザイアの果実（コメンテーター）
- 四月は君の嘘（審査員、観客）

2015年
- アルスラーン戦記（町民）
- 青春×機関銃（母）
- 食戟のソーマ（2015年 - 2019年、店員、アナウンス、女子生徒D、もも母）- 4シリーズ
- ランス・アンド・マスクス（小学生の母親たち）

2016年
- SUPER LOVERS（女性客）
- あまんちゅ!（バスの車内アナウンス）
- 斉木楠雄のΨ難（2016年 - 2018年、主婦B、女性C）- 2シリーズ
- フリップフラッパーズ（母親）
- Lostorage incited WIXOSS（はんなの母）
- 魔法少女育成計画（美奈・優奈の母）

2017年
- CHAOS;CHILD（キャスターA）
- クズの本懐（保育士）
- 亜人ちゃんは語りたい（女子生徒、女性体育教師）
- MARGINAL#4 KISSから創造るBig Bang（スカウト）
- スクールガールストライカーズ Animation Channel（中居さん）
- ツインエンジェルBREAK（アナウンス、小林先生）
- 妖怪アパートの幽雅な日常（女性教師B）
- ブレンド・S（女性客）
- キノの旅 -the Beautiful World- the Animated Series（教員）
- パズドラクロス（ドミニオン）
- ラブライブ!サンシャイン!!（女子生徒）
- クジラの子らは砂上に歌う（リョダリ母、少女兵）

2018年
- たくのみ。（インストラクター）
- 名探偵コナン（電話メッセージ）
- ハクメイとミコチ（宿の従業員、車内販売員）
- ガンダムビルドダイバーズ（リクの母）
- こみっくがーるず（女子）
- 鹿楓堂よついろ日和（母親）
- ハイスコアガール（大野晶の母）
- ゆらぎ荘の幽奈さん（玄士郎の母）
- はたらく細胞（輸血赤血球3）
- 抱かれたい男1位に脅されています。（記者B、杉田蓉子）
- 転生したらスライムだった件（2018年 - 2021年、店のママ / エルフママ） - 2シリーズ
- ゴールデンカムイ（2018年 - 2023年、交換手たち、女） - 2シリーズ
- メルクストーリア -無気力少年と瓶の中の少女-（ラムハーン、パルティシャン）
- となりの吸血鬼さん（女生徒A）

2019年
- ガーリー・エアフォース（テレビの声）
- えんどろ〜!（女性、女）
- ドメスティックな彼女（陽菜の先輩教師）
- ぼくたちは勉強ができない（数学教師）
- グランベルム（担任、先生）
- 女子高生の無駄づかい（ロリの母）
- 戦姫絶唱シンフォギアXV（看護師）
- まちカドまぞく（主婦）
- かつて神だった獣たちへ（娼婦）
- 炎炎ノ消防隊（2019年 - 2020年、第5女性隊員、母親、オペレーター、シスター） - 2シリーズ
- バビロン（事務員）
- 神田川JET GIRLS
- 星合の空（学年主任）
- ソードアート・オンライン アリシゼーション War of Underworld（高位術師）

2020年
- ダーウィンズゲーム（通行人A）
- とある科学の超電磁砲T（切斑芽美、係員、短髪スーツ）
- プランダラ（母親、生徒、女）
- うちタマ?! 〜うちのタマ知りませんか?〜（客）
- マギアレコード 魔法少女まどか☆マギカ外伝（箏曲部部員）
- 白猫プロジェクト ZERO CHRONICLE（母親）
- ハクション大魔王2020（TVアナウンサー）
- 乙女ゲームの破滅フラグしかない悪役令嬢に転生してしまった…（令嬢）
- あひるの空（女性教師）
- モンスター娘のお医者さん（ハーピーB、サーフェの母）
- 恋とプロデューサー〜EVOL×LOVE〜（学生）
- Re:ゼロから始める異世界生活（村人）
- ミュークルドリーミー（2020年 - 2021年、保健の先生、主婦B、空からの声） - 2シリーズ
- THE GOD OF HIGH SCHOOL ゴッド・オブ・ハイスクール（パク・スンヨン）
- 呪術廻戦（看護師）
- クレヨンしんちゃん（竪穴スミ子）
- おちこぼれフルーツタルト（女生徒）
- ダンジョンに出会いを求めるのは間違っているだろうかIII（ラーニェ）
- ご注文はうさぎですか? BLOOM（母親）
- A3!（通行人）
- キングスレイド 意志を継ぐものたち（リーザ）

2021年
- たとえばラストダンジョン前の村の少年が序盤の街で暮らすような物語（女A）
- 2.43 清陰高校男子バレー部（救護員）
- BLUE REFLECTION RAY/澪（係員）
- フルーツバスケット（女）
- ひぐらしのなく頃に卒（ホステス）
- NIGHT HEAD 2041（横井まゆみ）
- 86-エイティシックス-（若いお母さん）
- 見える子ちゃん（おばさん）
- 境界戦機（不動ヨウコ）
- 鬼滅の刃 シリーズ（2021年 - 2023年） - 2シリーズ

2022年
- 舞妓さんちのまかないさん（参拝客、お姉さん、仲居、舞妓、女子学生）
- 薔薇王の葬列（宿の女将）
- CUE!（店員）
- 処刑少女の生きる道（子供）
- ヒーラー・ガール（病院の人々）
- カードファイト!! ヴァンガード will+Dress（2022年 - 2025年、アナウンス、使用人） - 2シリーズ
- RWBY 氷雪帝国（放送）
- ニンジャラ（女子アナウンサー・女性司会者）
- 後宮の烏（蘇紅翹）
- 機動戦士ガンダム 水星の魔女（2022年 - 2023年、生徒、CICオペレーター） - 2シリーズ
- 恋愛フロップス（エトワール叶）
- VAZZROCK THE ANIMATION（直助の母）

2023年
- 陰の実力者になりたくて!（モブシャドウガーデン）
- TRIGUN STAMPEDE
- クールドジ男子（女性）
- 人間不信の冒険者たちが世界を救うようです（ニックの母）
- 異世界でチート能力を手にした俺は、現実世界をも無双する〜レベルアップは人生を変えた〜（執事）
- Dr.STONE NEW WORLD（サガラ、少女）
- アリス・ギア・アイギス Expansion（お母さんB）
- 山田くんとLv999の恋をする（店員）
- ホリミヤ -piece-（TVの音声）
- スパイ教室
- 新しい上司はど天然（広報担当）
- アンデッドアンラック（2023年 - 2024年、機械音声、友達の母親）
- オーバーテイク!（司会者）

2024年
- 異修羅（2024年 - 2025年、ナガン市民、さざめきのヴィガ） - 2シリーズ
- ドッグシグナル（飼い主）
- ラグナクリムゾン（アルテマティア成竜）
- SYNDUALITY Noir
- WIND BREAKER
- バーテンダー 神のグラス（ガイド）
- 花野井くんと恋の病（子どものお母さん）
- なぜ僕の世界を誰も覚えていないのか?（マザーB）
- ATRI -My Dear Moments-（ラジオ音声、アナウンサー）
- VTuberなんだが配信切り忘れたら伝説になってた（音響監督）
- 異世界スーサイド・スクワッド（住民A）
- 2.5次元の誘惑（職員）
- 恋は双子で割り切れない（洋画のワンシーン）
- ラーメン赤猫（子猫）
- アオのハコ
- カミエラビ
- さようなら竜生、こんにちは人生（パラミス）
- 魔王2099（グラムの母、配信コメント）
- 村井の恋（女教師）
- ありふれた職業で世界最強 season 3（ハジメの母）
- ドラえもん（テレビ朝日版第2期）（2024年 - 2025年、女性アナウンサー、消しゴム）

2025年
- わたしの幸せな結婚（夏代）
- 花は咲く、修羅の如く（母親、秋山母）
- メダリスト（母、保護者、コーチ、観客）
- 甘神さんちの縁結び（花蓮の使用人）
- どうせ、恋してしまうんだ。（羽沢いづみ）
- SAKAMOTO DAYS（ナース、係員）
- ババンババンバンバンパイア（カオルの母）
- 九龍ジェネリックロマンス（女性キャスター）
- ざつ旅-That's Journey-（女子大生）
- 最強の王様、二度目の人生は何をする?（使用人）
- 黒執事 -緑の魔女編-（村人）

### 劇場アニメ
- GODZILLA（2017年 - 2018年、管制官）- 3部作
- 劇場版 誰ガ為のアルケミスト（2019年、アメリ母）
- 劇場版 Collar×Malice -deep cover-（2023年、向井絵里子[27]） - 前編
- 駒田蒸留所へようこそ（2023年、長瀞蒸溜所 所長）
- コードギアス 奪還のロゼ（2024年、アナウンサー）
- 劇場版 オーバーロード 聖王国編（2024年、ブーベーベ）
- 劇場版 鬼滅の刃 無限城編 第一章 猗窩座再来（2025年）

### OVA
- イヌイさんッ!（2014年、瑠々美の母、担任、女子生徒）
- 最近、妹のようすがちょっとおかしいんだが。（2014年、モブ(1)）
- ヴァンキッシュド・クイーンズ 新妻夢散（2014年、暗殺団員）
- 無職転生 〜異世界行ったら本気だす〜「エリスのゴブリン討伐」（2022年、小間使い） - TV未放送エピソード

### Webアニメ
- ももくり（2015年、アナウンス）
- 約束の七夜祭り（2018年、音声アナウンス）
- OBSOLETE（2019年、ネットニュース音声）
- 終末のワルキューレ（2021年 - 2023年、女性、女性A、イヴ、女神、ガネーシャ） - 2シリーズ

### ゲーム
2014年
- ヴィーナスダンジョン（ウェルギリウス、扁鵲、霍去病）
- 魔女のニーナとツチクレの戦士（魔調者メフィス）

2015年
- 幻獣契約クリプトラクト（2015年 - 2023年、ナディア、フウリン、ジャンヌ、ベロニカ、ハーピー）
- ソウルクラッシュ（メデューサ、ハビガ、ルナ）
- トワイライトロア（ブリジット、ブリアナ、イーブルリリス）

2016年
- WAR OF BRAINS（黒般若）
- ガールズ オン メタル
- Collar×Malice（向井絵里子）
- サムライ ライジング（☆5カササキ）

2017年
- AKIBA'S TRIP Festa!（峰藤杏）

2020年
- 創の軌跡（従騎士スカーレット、サンサン）

2021年
- 鬼滅の刃 ヒノカミ血風譚

2022年
- ドラえもん のび太の牧場物語 大自然の王国とみんなの家（ポピー）
- コードギアス 反逆のルルーシュ ロストストーリーズ

2023年
- Engage Kill（ミカ）

2024年
- ユニコーンオーバーロード（テオドラ、傭兵（タイプC）/ NPC）
- メタファー：リファンタジオ

### ドラマCD
- 四月は君の嘘（2015年、椿の叔母）

### デジタルコミック
- 怨霊奥様（2020年、二ノ瀬葵）
- 義妹に婚約者を奪われた落ちこぼれ令嬢は、天才魔術師に溺愛される（2024年、モリー、ナレーター、おばあさん）[32]

### 吹き替え

#### 映画
- 出逢い（ルイズ）
- ヘイロー:ナイトフォール（カミーユ）
- マインクラフト/ザ・ムービー（女配達員[33]）

#### ドラマ
- トム クランシー/CIA分析官 ジャック・ライアン （キャシー・ミュラー 〈アビー・コーニッシュ）
- ビトゥィーン（ドッティ、ネイト）
- 賢后 衛子夫（王桑）
- ラブ・イズ・ブラインド 〜外見なんて関係ない?!〜 シーズン5

#### アニメ
- 攻略うぉんてっど!〜異世界救います!?〜（衛兵、兵士2）
- 万聖街
- ラウド・ハウス（レニ、ママ[34]）

### オーディオブック
- 悪人 上巻・下巻（2017年、清水依子）
- よるのばけもの（2018年、能登）
- もしも悩みがなかったら（2019年、悩美）

### バラエティ番組
- ウワサのお客さま（フジテレビ、2021年10月15日[35]、2022年4月29日[36]）
- ザ!世界仰天ニュース（日本テレビ、2022年3月15日[7]）
- 有吉ゼミ（日本テレビ、2022年6月13日[37][38]）

### その他のコンテンツ
- サテライツ（2021年、ひまわり[39][40]）

## ディスコグラフィ

### キャラクターソング
| 発売日        | 商品名                  | 歌                       | 楽曲                         | 備考                                                              |
| ------------- | ----------------------- | ------------------------ | ---------------------------- | ----------------------------------------------------------------- |
| 2018年1月31日 | Journey to the Sunshine | Aqoursと浦の星の仲間たち | 「勇気はどこに？君の胸に！」 | テレビアニメ『ラブライブ！サンシャイン!!』第2期エンディングテーマ |

### シリーズ一覧
1. ↑  第1期（2015年）、第3期前半『餐ノ皿』（2017年）、第3期後半『餐ノ皿 遠月列車篇』（2018年）、第4期『神ノ皿』（2019年）
2. ↑  第1期（2016年）、第2期（2018年）
3. ↑  第1期（2018年）、第2期第1部（2021年）
4. ↑  第二期（2018年）、第四期（2023年）
5. ↑  第1期（2019年）、第2期『弐ノ章』（2020年）
6. ↑  第1期（2020年 - 2021年）、第2期『みっくす！』（2021年）
7. ↑  第2期『遊郭編』（2021年）、第3期『刀鍛冶の里編』（2023年）
8. ↑  Season1（2022年）、続編『Divinez』デラックス編（2025年）
9. ↑  Season1（2022年）、Season2（2023年）
10. ↑  第1期（2024年）、第2期（2025年）

### ユニットメンバー
1. ↑  高海千歌（伊波杏樹）、桜内梨子（逢田梨香子）、松浦果南（諏訪ななか）、黒澤ダイヤ（小宮有紗）、渡辺曜（斉藤朱夏）、津島善子（小林愛香）、国木田花丸（高槻かなこ）、小原鞠莉（鈴木愛奈）、黒澤ルビィ（降幡愛）
2. ↑  高海志満（阿澄佳奈）、高海美渡（伊藤かな恵）、よしみ（松田利冴）、いつき（金元寿子）、むつ（芹澤優）、しいたけ（麦穂あんな）、解答者A（山北早紀）、解答者B（千本木彩花）、その他女子生徒（三宅晴佳、嶺内ともみ、小松奈生子、岡咲美保、続木友子、小野寺瑠奈、原口祥子、米山明日美、二ノ宮愛子、樋口桃、木本久留美、成岡正江、小田果林、内田愛美、森永たえこ）